# Henry Huo
Pour les articles homonymes, voir Huo.
Henry Huo (chinois simplifié : 霍尊 ; pinyin : Huò Zūn) est un acteur et compositeur-interprète chinois né le 18 septembre 1990. Il a acquis sa renommée en entrant dans le top 3 du concours de chant Asian Wave (en).
Il est devenu populaire à l'échelle nationale en remportant la première saison de Sing My Song, un concours dans lequel les auteurs viennent chanter leurs propres compositions. Sa composition originale Rolled-up Pearl Curtain fut un véritable succès auprès des juges ainsi que de l'audience,. La chanson a été récompensée en tant que chanson de l'année. 13 jours après sa victoire, Henry fut invité à chanter lors du Gala du Nouvel An chinois de la chaîne CCTV (CCTV Chinese New Year Eve Gala), Gala très suivi en Chine mais également diffusé dans le monde entier. Cet événement consolidant ainsi sa réputation de nouveau prodige de la composition en Chine.
Pendant ce temps, Henry Zuo reçu aussi le premier prix du concours The Tianjin Satellite Channel Drama Contest Season 1 récompensant ainsi pour avoir joué un dan (premier rôle féminin joué par un homme dans une pièce de théâtre de l'Opéra de Pékin) à l'Opéra de Pékin. Il a reçu le titre de 2014 Drama King soit Meilleur Acteur de Théâtre de l'année 2014.

## Biographie

### Enfance
Henry né et grandi en Chine, à Shanghai. Il a aussi vécu à Guangzhou et Shenyang pendant un certain temps. 
Son père, Feng Huo, est originaire de Shenyang et sa mère, Zhong Xiaoping, de Shanghai. Henry a hérité de son talent musical par ses parents, tous deux de célèbres chanteurs. Sa langue maternelle est le mandarin, mais il parle aussi le dialecte de Shanghai et l'anglais couramment. Il chante en mandarin, en anglais et en japonais.
À la naissance de son fils, la mère d'Henry quitta son métier pour l'élever. Elle fut son premier professeur de musique et prit soin de lui toute son enfance. Henry exprima le lien profond l'unissant à sa mère dans sa présentation lors du concours Sing My Song. Mme Huo aimait tellement les chansons de Michael Jackson et de Teresa Teng que Henry, ayant grandi bercé par leurs chansons, en fut fortement influencé. Il fut aussi inspiré par le chanteur japonais Atari Kousuke avant de finalement mettre au point son propre style vocal. Henry est connu pour sa voix claire et sa grande technique vocale.

### La Musique
Henry commença à apprendre le piano à l'âge de 10 ans et son affinité pour la musique se dévoila rapidement. En 2004, Il remporta le concours Individual Vocal Group Silver Award (La médaille d'argent dans la catégorie Chanteur Solo) lors du Shanghai Student Art Contest, un concours d'art des étudiants de Shanghai. En 2005, il se classa troisième, dans la catégorie des collégiens, lors du dixième concours de piano pour la jeunesse de Shanghai. (Shanghai 10th Youth Piano Contest)
En 2010, de par son université, Henry participa au concours de piano « Zhiyin Cup » de l'Université de Shanghai, où il remporta la médaille d'or.
En 2011, Henry joua La campanella au piano lors du concert de Nouvel An de l'université. Le spectacle eut un succès retentissant et Henry devint populaire sur le campus grâce à son talent musical. La même année, Henry a été contacté par le propriétaire d'Universal Music Group après une performance sur scène. Bien qu'il signa rapidement chez Universal Music Group, Henry continua de suivre les cours dans l'école de commerce dans laquelle il était élève (SHU-UTS-SILC École de commerce) jusqu'à ce qu'il obtienne son baccalauréat en gestion des affaires.
Durant l'été 2012, Henry termina dans le top trois de l'émission de talent Asian Wave (émission musicale), dans laquelle il reçut la récompense Glory Star. Sa célébrité continuant de grandir.
En mars 2014, Henry fut sacré gagnant de l'émission Sing My Song, pour laquelle il avait composé la chanson Rolled-up Pearl Curtain (卷珠帘). Une chanson si émouvante que même le juge Liu Huan fut ému aux larmes dès l'audition du chanteur. Tout juste après la première diffusion de la chanson, Henry fut invité à participer en 2014 au gala du Nouvel An Chinois de la chaîne chinoise CCTV (CCTV Chinese New Year Eve Gala). Étant très suivi et diffusé dans le monde entier, le Gala contribua grandement à la renommée de Henry Zuo.

### Jeu d'acteur
En 2014, Henry participe à la saison 1 du concours Tianjin  Satellite Channel's Drama Contest et joue un dan rôle principal féminin parfois, voire souvent, joué par un homme dans les pièces de théâtre de l'Opéra de Pékin.
Ses performances incluent Qiānlǐ Zhī Wài (Thousands of Miles Away), Yānhuā Yì Lěng (When Fireworks Fade), Měilì De Shénhuà (Beautiful Myth), Wǒ Shì Huò Zūn (I am Henry Huo), Fènghuáng Yú Fēi (The Flying Phoenix), Yīnwèi àiqíng (Because of Love), Zài Nà Táohuā Shèngkāi Dì Dìfāng (At the place where the peach blossom blooms), Shíjiān Dōu Dào Nǎ'er Qùle (Wherever did the time go), et Time To Say Goodbye.
Sa sublime représentation d'un personnage féminin, sa grâce, sa voix claire, sa confiance en soi et son humilité furent très appréciés par les professionnels, tels que Song Xiaochuan et Xiao Xiangyu. Henry remporta alors le concours et fut sacré Drama King 2014. 
Plus tard dans l'année, l'artiste Mei Baojiu (fils de Mei Lanfang), dirigea le ballet de Méi Lán Fang en hommage au maître de l'Opéra de Pékin, en Chine, à Pékin. Le 9 décembre, Henry fut invité à chanter sa chanson Huā yǎ chán, The Zen in Grace and Flowers, renforçant grandement la beauté de la performance.

### Film
Alors que Henry est connu pour son chant, il a aussi joué dans des films. En 2013, il joua le rôle d'un chanteur dans le film Ashes to Ashes, qui se trouve à la fin être un ange. Il composa et chanta la Duì Niǎo (Les Oiseaux Chantants) pour l'occasion.

### Performance à guichets fermés
Le 25 octobre 2014, Henry Huo réalisa sa première performance à guichets fermés au Nanjing Red Bull Unplugged Concert. Il chanta alors sa célèbre première chanson ainsi que d'autres musiques traditionnelles chinoises, par exemple le Huāxīn (The Flower Heart), Tiānyá gēnǚ (The Wandering Songstress), Mo Li Hua (Jasmine Flower), Tào mǎ gān (The Horses Shot) et Teresa Teng's classic ballad (The Moon Represents My Heart).

### Performances à l'étranger
En 2015, Henry se rendit en Amérique du Nord pour chanter lors du gala du Nouvel An Chinois. La nuit du 12 février, il fut invité à chanter au siège des Nations unies à New York devant les représentants de 47 pays La nuit du 22 février, à l'Orpheum Theatre de Vancouver, il chanta trois chansons dont Chuánqí (The Legend), il fut ovationné par le public.

## Titres
Les compositions originales de Henry incluent You Are Everything to Me, Xǐng (Wake up), Juǎn Zhū Lián Fàng kāi nà sānguó (Let Go of The Three Kingdoms), Duì Niǎo (Singing Birds), A Poem of Tang, et Dōngfēng yǐn (Inspired by the Wind from the East),.
Il sortit son premier EP (mini album) le 8 juillet 2014. L'EP inclut la chanson thème Qiàhǎo (What Is Appropriate) de la pièce de théâtre (The Love Under the Hawthorn Tree), Qī duǒ liánhuā (Seven Lotuses), et Juǎn Zhū Lián (Pearl-decorated curtain rolled up).
Henry est aussi le premier chanteur de Yù fú chuándēng (The Jade Buddha is Passing the Light)，Méiguī bǎolěi (The Rose Castle)， and Huā yǎ chán, The Zen in Grace and Flowers).
Les chansons chantées par Henry dans l'émission Asian Wave The One Who Left incluent Lí Rén（Asian Wave The One Who Left), Mo Li Hua (The Jasmine Flower), Only You, Fly Apart, Wúyǔlúnbǐ dì měilì (Unparalleled Beauty), Scarborough Fair, Chuánqí (The Legend), Dàn Yuàn Rén Chángjiǔ (I wish you could stay forever), Wǒ Yuànyì (I Will), Wǒ De Chéng (My City), Xǐng (Wake), et Jìdé (Remember).
Lors du gala télévisé taïwanais Matsu Light in My Heart de 2014, Henry interpréta la chanson Wǒ Qídài (Never say goodbye).

## Cérémonies
Le 9 avril 2014, Henry chanta la chanson thème So Young du film homonyme lors de la cinquième cérémonie de remise des prix de l'association des réalisateurs Fifth Annual Awards of Directors Association ceremony.

## Récompenses majeures
- Été 2012, Top 3 de l'émission Asian Wave  et la récompense Glory Star[1].
- 21 mars 2014, le championnat Sing My Song et Juǎn Zhū Lián (Pearl-decorated curtain rolled up) et la récompense Chanson de l'Année[3].
- 19 avril 2014, le championnat Tianjin Satellite TV Channel Drama Contest et la récompense de l'Acteur de Théâtre de l'Année Drama King of the Year[5].
- 9 août 2014 Qiàhǎo (What Is Appropriate) votée comme la meilleure chanson en chinois CCTV Music Channel.
- 10 décembre 2014, Juǎn Zhū Lián (Pearl-decorated curtain rolled up) récompensée lors l'Annual Divine Music Award au Shenzhen Satellite TV Channel Annual Festival of Youth Choice.
- 13 décembre 2014, Méiguī bǎolěi (The Rose Castle) votée seconde meilleure chanson en chinois lors par la chaîne CCTV Music Channel .
- 23 décembre 2014, Juǎn Zhū Lián (Pearl-decorated curtain rolled up) entre dans le Top 10 du CCTV Music Channel Top Ten Goldern Music.
- 27 décembre 2014, listé dans le CCTV Music Channel 2014 Top Ten Glorious Blooming Singers[33].
- 16 janvier 2015, Tiānlài zhī mèi (Charm of Heaven) récompensée lors du Most Charming Chinese Awards Ceremony from Southern People Weekly[34].
- 30 mars 2015, récompense du Meilleur Compositeur et la chanson Juǎn Zhū Lián (Pearl-decorated curtain rolled up) entre dans le Top 10 annuel des Golden Music (Dōngfāng fēngyún bǎng)[21].

## Album
Le 25 avril 2015, Henry sort son premier album.
L'album inclut les titres Juǎn Zhū Lián (Pearl-decorated curtain rolled up), Bù sòng tiē (Do not send posts), Dié (Butterfly), A Poem of Tang, Mùmián (Kapok), Qiàhǎo (What Is Appropriate), Méiguī bǎolěi (The Rose Castle), Huā yǎ chán, (The Zen in Grace and Flowers), Qī duǒ liánhuā (The Seven Lotus)，et une version au piano de la chanson Juǎn Zhū Lián (Pearl-decorated curtain rolled up).